# Marathon van Frankfurt 2000
De marathon van Frankfurt 2000 werd gelopen op zondag 29 oktober 2000. Het was de negentiende editie van deze marathon.
De Keniaan Henry Kipkosgei passeerde de streep als eerste in 2:10.40. Hij verbeterde hiermee het parcoursrecord, dat sinds 1997 stond op 2:10.59. Zijn landgenote Esther Barmasai zegevierde bij de vrouwen in 2:31.04.
In totaal schreven 9052 lopers zich in voor de wedstrijd, waarvan er 7548 finishten.

## Uitslagen

### Mannen
| rang   | naam             | land | tijd    |
| ------ | ---------------- | ---- | ------- |
| Goud   | Henry Kipkosgei  | KEN  | 2:10.40 |
| Zilver | Abel Gisemba     | KEN  | 2:11.01 |
| Brons  | Benjamin Rotich  | KEN  | 2:11.56 |
| 4      | Artur Osman      | POL  | 2:11.58 |
| 5      | Michal Bartoszak | POL  | 2:12.37 |
| 6      | Stephen Langat   | KEN  | 2:13.42 |
| 7      | Makoto Ogura     | JPN  | 2:13.55 |
| 8      | Piotr Gladki     | POL  | 2:14.05 |
| 9      | Simon Lopuyet    | KEN  | 2:14.12 |
| 10     | Samuel Okemwa    | KEN  | 2:14.58 |

### Vrouwen
| rang   | naam                | land | tijd    |
| ------ | ------------------- | ---- | ------- |
| Goud   | Esther Barmasai     | KEN  | 2:31.04 |
| Zilver | Tomoko Kai          | JPN  | 2:31.20 |
| Brons  | Claudia Dreher      | GER  | 2:31.57 |
| 4      | Judith Kiplimo      | KEN  | 2:32.48 |
| 5      | Alla Zadorozhnaya   | BLR  | 2:33.33 |
| 6      | Villja Birbalaite   | LTU  | 2:38.29 |
| 7      | Alemitu Bekele      | ETH  | 2:40.09 |
| 8      | Živilė Balčiūnaitė  | LTU  | 2:40.53 |
| 9      | Veronika Ulrich     | GER  | 2:47.26 |
| 10     | Christine Beinhauer | GER  | 2:49.13 |

1981 ·
1982 ·
1983 ·
1984 ·
1985 ·
1986 ·
1987 ·
1988 ·
1989 ·
1990 ·
1991 ·
1992 ·
1993 ·
1994 ·
1995 ·
1996 ·
1997 ·
1998 ·
1999 ·
2000 ·
2001 ·
2002 ·
2003 ·
2004 ·
2005 ·
2006 ·
2007 ·
2008 ·
2009 ·
2010 ·
2011 · 
2012 · 
2013 · 
2014 · 
2015 · 
2016 · 
2017